# Hybodus
Hybodus (del griego "diente joroba") es un género extinto de tiburón, que apareció inicialmente hacia el final del Pérmico, y desapareció al principio del Cretácico Superior, por razones aún desconocidas. Durante los períodos Triásico, Jurásico y Cretácico los miembros de este género fueron especialmente exitosos y pueden ser hallados en las áreas de antiguos mares poco profundos alrededor del mundo.

## Descripción

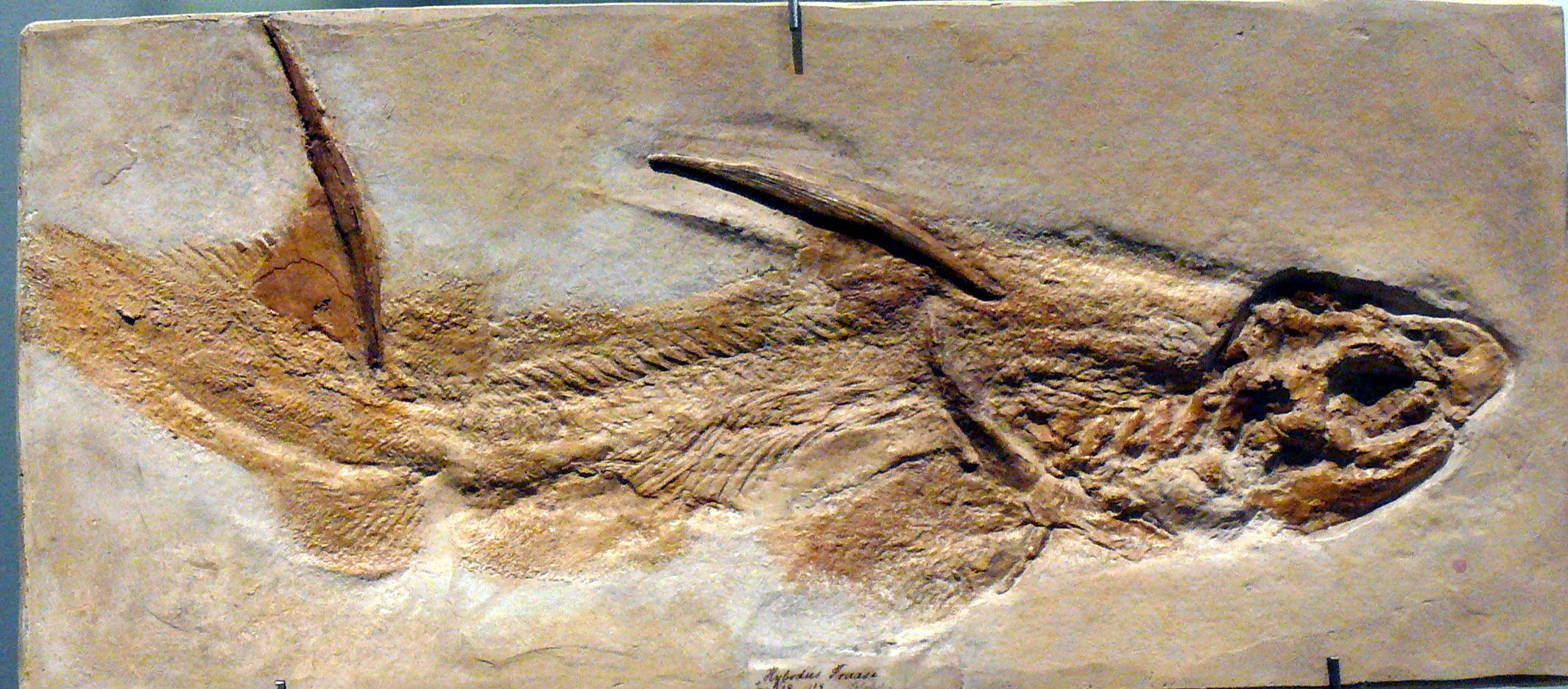
Hybodus fraasi en el Museo de Historia Natural de Berlín.

Hybodus media cerca de 2 metros de longitud, y se cree que eran depredadores oportunistas. No era muy grande, pero tenía la clásica forma de un tiburón. Poseía dos aletas dorsales que le ayudaban a dirigirse a su presa con precisión. Tenían varias características que lo hacían distinguirse de otros tiburones primitivos. En primer lugar, tenían dos tipos diferentes de dientes, lo que sugiere una dieta variada. Los dientes más afilados se utilizarían para atrapar a presas resbaladizas, mientras que los dientes más planos probablemente les ayudaba a aplastar a los animales con caparazón. En segundo lugar, tenían una lámina ósea en su aleta dorsal, que probablemente tenía una función defensiva. Los machos poseen pterigopodios, órganos especializados que insertan directamente el esperma en la hembra durante el apareamiento, y que todavía están presentes en los tiburones modernos.

## Especies

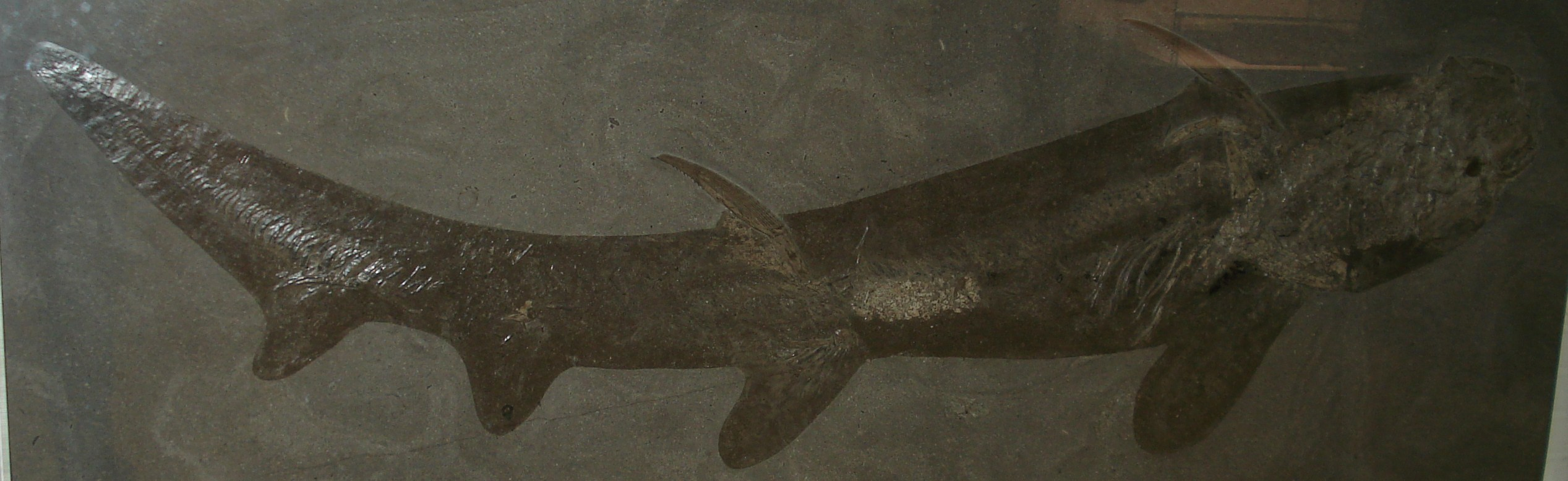
Fósil de Hybodus hauffianus.

Varias especies de Hybodus, incluyendo a H. butleri, H. rajkovichi y H. montanensis, han sido reasignadas al género Meristodonoides.
- Hybodus houtienensis
- Hybodus obtusus
- Hybodus reticulatus
- Hybodus fraasi

## En la cultura popular
- Unos Hybodus aparecieron en el tercer episodio del documental de la BBC Walking with Dinosaurs de 1999, siendo atraídos por la sangre de un Ophthalmosaurus, luego se les ve depredando a las crías de Ophthalmosaurus.[3]

- Hybodus hizo su regreso en Sea Monsters de 2003, donde un Hybodus y un Metriorhynchus se comen trozos de un Leedsichthys debilitado, el cual termina muriendo.

- En 2004, en el libro infantil "Jurassic Shark" ("tiburón jurásico") por Deborah Diffily y coloridamente ilustrado por Karen Carr se destaca una hembra embarazada del tiburón Hybodus luchando contra una Liopleurodon y unos ictiosaurios.[4]